# چشمه‌لی (شکی)
چشمه‌لی (به لاتین: Çeşməli) یک منطقه مسکونی در جمهوری آذربایجان است که در شهرستان شکی واقع شده است. چشمه‌لی ۴۶۵ نفر جمعیت دارد.